# Михайлов, Вадим (футболист, 1998)
Вадим Михайлов (эст. Vadim Mihhailov; род. 6 июня 1998, Нарва) — эстонский футболист, правый полузащитник.

## Биография
Занимался футболом с семи лет в клубе «Нарва-Транс», первый тренер — Алексей Ягудин. С 2014 года начал выступать на взрослом уровне. За вторую команду «Транса» в первом сезоне забил 28 голов в 11 матчах четвёртого дивизиона, в том числе четырежды забивал по 5 голов за матч. В основной команде нарвского клуба дебютировал в неполные 16 лет, 19 мая 2014 года в матче высшего дивизиона Эстонии против «Нымме Калью», заменив на 62-й минуте Павла Авдеева. 26 сентября 2015 года забил свой первый гол в элите, в ворота «Пярну ЛМ». В первых трёх сезонах регулярно играл в высшей лиге, но как правило выходил на замены, с 2017 года стал чаще выходить в стартовом составе. Всего за шесть сезонов в составе «Транса» сыграл 134 матча и забил 6 голов в высшей лиге, также в 2018 году провёл один матч в Лиге Европы. В 2019 году со своим клубом завоевал Кубок Эстонии.
В 2020 году перешёл на правах аренды в «Маарду ЛМ», игравший в первой лиге. Провёл в клубе два сезона, за это время стал победителем (2021) и вторым призёром (2020) первой лиги. В 2022 году перешёл в клуб высшего дивизиона «Калев» (Таллин).
Выступал за сборные Эстонии младших возрастов, всего сыграл 28 матчей и забил один гол.

## Достижения
- Обладатель Кубка Эстонии: 2018/19

## Личная жизнь
Брат Никита (род. 2002) также футболист, провёл более 100 матчей за «Нарва-Транс».